# Club Sport Huancayo
O Club Deportivo Sport Huancayo, mais conhecido como Sport Huancayo, é um clube de futebol peruano da cidade de Huancayo. Foi fundado em 7 de fevereiro de 2007 e joga a primeira divisão do Campeonato Peruano desde 2009. Manda seus jogos no Estádio Huancayo, com capacidade para 17.000 pessoas.

## História

### Primeiros dias
O dono da empresa "Manchete" decidiu, em 200,5 adquirir a vaga da outrora vice-campeã da Liga do distrito de El Tambo, a "Escola de Futebol Huancayo" e nesse ano participam da liga com esse nome. Para 2006, mudou a denominação para "Huancaína Sport Club ", no dia 7 de fevereiro de 2007, no distrito de El Tambo, província de Huancayo, departamento de Junín, Peru. Em 2008 mudou seu nome de "Huancaína Sport Club" para o atual "Sport Huancayo" devido ao carinho e identificação da equipe com a cidade. O primeiro corpo diretivo foi integrado por Luis Orellana, Gonzalo Castillón, Edilberto Cachuán, Henry Pocomucha e Raúl Rojas, que apostaram em um trabalho sério e planejado; e com vistas à Copa Peru de 2008, decidiram fazer um grande investimento, tendo a Hilos Manchete e a Agua Santista como principais patrocinadores.
O time logrou ser campeão da etapa distrital da Copa Peru, avancando para a etapa provincial sob a orientação do técnico Mifflin Bermúdez, que foi retirado do cargo no dia 15 de julho, antes de enfrentar a etapa departamental, por motivos extra-desportivos. Nesses momentos críticos para os interesses do clube, no dia 1º de julho, José Ramírez Cuba assumiu o comando da equipe, ele que já era um técnico de grande experiência na Copa Peru, o que trouxe estabilidade ao time.
Na etapa departamental foi o líder do Grupo A e se classificou para as semifinais, quando eliminou o Sport Dos de Mayo de Tarma e se classificou para a etapa regional como vice-campeão no departamento de Junín. Na etapa regional, depois de jogar um triangular decisivo com León de Huánuco e Municipal de Yanahuanca de Cerro de Pasco, ele avançou para a etapa nacional em primeiro lugar no Grupo A da Região V (e como vice-campeão na Região V). Por fim, na etapa nacional, derrotou o Municipal de Acoria de Huancavelica (4-0 no agregado) nas oitavas de final, depois, nas quartas de final, derrotou o Sport Huamanga de Ayacucho (total 5-4).
Desta forma, entrou para quadrangular final, no qual enfrentou Colégio Nacional de Iquitos (CNI), Club Atlético Torino de Talara e Cobresol de Moquegua. Embora o seu início nesta fase final do campeonato não tenha sido dos mais promissores, visto que no primeiro jogo foi derrotado por 1-0 pela CNI, conseguiu na sequência somar todos os pontos dos outros jogos, vencendo o Atlético Torino por 2-0 com gols de Reyes e Vázquez e, por fim, 2-1 contra o Cobresol com gols de Reyes e Palma, em partida histórica disputada em 11 de dezembro, sagrando-se campeão da Copa Peru de 2008 e assim alcançando uma das vagas para ascender pela primeira vez à Primeira Divisão do futebol peruano.

### Ascensão à primeira divisão e primeiros torneios internacionais
A temporada de 2009 marcou seu primeiro ano na primeira divisão. O time foi protagonista do torneio e terminou na quarta colocação, posição esta que lhe garantiu a classificação para a Copa Sul-americana de 2010. Cristóbal Cubilla foi o primeiro treinador huancaíno a vencer Alianza Lima, Melgar, Universidad San Martín, Cienciano e Universitario. Além daquela inesquecível vitória por 7 a 0, obtida sobre o Coronel Bolognesi de Roberto Mosquera. O Sport Huancayo foi a sensação daquela temporada, caracterizado por um jogo ofensivo e goleador. Além disso, o recorde de maior número de pontos obtidos pela equipe huancaína foi registrado nessa temporada: atingiu 70 unidades, recorde que até hoje não foi batido.
Para a temporada de 2010, o técnico Rafael Castillo foi contratado para substituir o paraguaio Cristóbal Cubilla. Após 19 rodadas do Campeonato Descentralizado de 2010, Castillo foi demitido por mau desempenho. O paraguaio Cristóbal Cubilla voltou a assumir as rédeas da equipe. No Descentralizado, ele o colocou na oitava posição e na Copa Sul-Americana de 2010, perdeu no Uruguai para o Defensor Sporting por 9 a 0. Dois depois desta partida, Cubilla acabou por deixar o cargo após alegadamente sofrer ameaças de morte. No jogo de volta, o Sport Huancayo venceu o Defensor Sporting por 2-0 em casa, sendo eliminado de sua primeira competição internacional.
Em 2011, o Sport Huancayo realizou a melhor campanha de sua história na Descentralizada, terminando em terceiro e conseguindo assim uma vaga para a Copa Libertadores da América de 2012, torneio que jogaria pela primeira vez em sua história.
No dia 24 de janeiro de 2012 jogou contra o Arsenal de Sarandí, da Argentina no jogo de ida da primeira fase da Libertadores. O Sport Huancayo perdeu por 3 a 0 em Sarandí. O jogo de volta foi disputado no dia 31 de janeiro na cidade de Huancayo, sendo um dia histórico para a cidade por receber pela primeira vez uma partida do torneio de clubes mais importante do continente. O jogo terminou empatado em 1 a 1 e o Sport Huancayo foi eliminado da competição. Na temporada de 2012, o Sport Huancayo fez uma campanha bastante irregular no campeonato nacional. Apesar disso, o Rojo Matador terminou na sexta posição. Com isso, conseguiu se classificar para a Copa Sul-Americana de 2013. Seu contrincante foi o Emelec, do Equador, para o qual perdeu os dois jogos, 1 a 3 no Peru e 4 a 0 no Equador.
O Sport Huancayo não fez uma boa campanha em 2014, já que começou mal na Copa Inca, o que obrigou a diretoria a trocar de treinador. Com isso, o técnico Walter Lizárraga assume o time e o salva do rebaixamento ao disputar uma partida extra contra os Los Caimanes. O quadro huancaíno venceu por 1 a 0 com gol no último minuto garantindo a participação do Sport Huancayo na próxima temporada.
Para 2015, o Sport Huancayo melhorou seu elenco e começou a Copa Inca em uma boa base, mas um revés nos últimos dias o impediu de se classificar para os playoffs. Para o torneio Apertura, a equipe huancaína não teve uma boa participação, levando Walter Lizárraga a deixar a equipe. A diretoria trouxe Wilmar Valencia de volta à liderança técnica, que fez uma boa campanha durante o torneio, fazendo com que o Sport Huancayo se classificasse para um torneio internacional novamente.

### Consolidação na primeira divisão e progresso em nível internacional
Para o Campeonato Descentralizado 2016, o técnico Diego Umaña assume o comando do rojo matador para a disputa da Copa Sul-Americana de 2016 além do torneio local. Na Copa Sul-Americana de 2016, o Sport Huancayo mediu forças com o Deportivo Anzoategui da Venezuela. Começou a chave como visitante perdendo por 2 a 1 de virada. Na partida da volta, a equipe comandada por Umaña venceu por 1 a 0 com um gol de Miguel Corrales que permitiu aos huancaínos se classificarem para o próxima fase, levando em consideração o gol fora de casa que o Sport Huancayo marcou contra os venezuelanos em Puerto La Cruz. Pela primeira vez em sua história o Rojo Matador conseguiu se classificar para a próxima fase de um torneio internacional. Seu próximo rival seria o Sol da América do Paraguai. O time começou como visitante novamente e caiu pela diferença mínima. Na volta, a equipe não aproveitou sua vantagem da altitude: anotou cedo um gol com Ricardo Salcedo, o que empatava o resultado global e forçava uma disputa por pênaltis, mas os paraguaios conseguiram empatar a partida a quase 10 minutos do fim e o Sport Huancayo foi novamente eliminado da competição continental. Agora o time se concentrava apenas no Clausura e tentava se classificar para os playoffs, já que se mantinha entre os 4 primeiros. Mas uma sequência de mais resultados nas últimas rodadas m o impediu de chegar à final e lhe rendeu o sétimo lugar, conseguindo assim mais uma vez uma vaga num torneio continental, a Copa Sul-Americana de 2017.
2017 foi um ano muito discreto para o clube, no qual se destaca a eliminação na primeira fase da Copa Sul-Americana pelo Nacional Potosí da Bolívia. Terminaram em 6º lugar na tabela acumulada do campeonato nacional, garantindo assim uma nova participação na próxima Copa Sul-Americana de 2018.
O ano de 2018 começou com uma complicada vitória por 3-2 sobre o Unión Comercio e o time teve uma maior relevância na primeira fase do Torneio Peruano, também chamado de Torneio de Verão, quando conseguiu vencer seu grupo e ter a oportunidade de conquistar seu primeiro título na primeira divisão. Porém isto não foi possível porque a equipe cai diante de uma excelente campanha do Sporting Cristal na final. A nível internacional o time começou bem, destacando-se na primeira fase da Copa Sul-Americana após empatar sem gols fora e vencer em casa o Unión Española do Chile por incontestáveis 3 a 0 e culminando com um duelo acirrado contra o Caracas no qual sairia eliminado após um eletrizante 3 a 4 com gols nos minutos finais. Ao final do campeonato, terminou no acumulado nas posições de qualificação continental e voltando a garantir sua próxima participação na Copa Sul-Americana de 2019.
Em 2019 fez uma péssima campanha internacional após ter sido eliminado na primeira fase pelo uruguaio Montevideo Wanderers. Embora o objetivo de brigar pelas primeiras colocações do campeonato local não tenha sido alcançado, conseguiu melhorar novamente sua posição ao terminar na 5ª posiçáo no acumulado e continuar a garantir sua classificação para a Copa Sul-Americana de 2020.
Em 2020 o rojo matador começou sua trajetória no torneio Apertura do campeonato peruano onde finalmente estava em segundo lugar quando do surto de COVID-19. O campeonato nacional foi paralisado e, quando retornou, teve de deixar sua localia em Huancayo para continuar a disputar o restante dos jogos em Lima, tendo que agir da mesma forma em sua participação internacional. No torneio Clausura, disputou sua última partida contra o Alianza Lima e foi responsável por um fato histórico: ao vencer os limenhos por 2-0, decretou o rebaixamento destes para a segunda divisão após 82 anos. Esta vitória também garantiu a 6ª posição na tabela acumulada, o que mais o mais o leva a disputar a Copa Sul-Americana de 2021.
No cenário internacional teve sua melhor participação após eliminar o Argentino Juniors da Argentina por gols de visitante na primeira fase. Depois disso, encerrou sua sequência de derrotas para times uruguaios após eliminar o Liverpool na Segunda Fase, classificando-se assim pela primeira vez em sua história para a fase final da Copa Sul-Americana. Nas oitavas de final, encontrou-se com o  chileno Coquimbo Unido. Após arrancar um ótimo empate sem gols fora de casa na partida de ida, a equipe huancaína caiu por 0 a 2 no jogo de volta no Peru e foi eliminado do torneio.

## Títulos
| Nacionais | Nacionais  | Nacionais | Nacionais  |
|           | Competição | Títulos   | Temporadas |
| --------- | ---------- | --------- | ---------- |
|           | Copa Peru  | 1         | 2008.      |

Categorias de base
- Torneo de Promoción y Reserva (1): 2017.

## Campanhas de destaque
- Vice-campeão do Torneio Apertura  (1): 2020.
- Vice-campeão do Torneio de Verão (1): 2018.
- Vice-campeão do Copa Bicentenario (1): 2019.
- Vice-campeão do Torneio de Promoção e Reserva (1): 2019.

## Linha do tempo
- 2007: Fundação do clube, Quartas de Final - Etapa Provincial.
- 2008:  Campeão da Copa Peru.
- 2009: 4° no Campeonato Descentralizado.
- 2010: 8° no Campeonato Descentralizado - Segunda fase da Copa Sul-Americana.
- 2011: 3° no Campeonato Descentralizado
- 2012: 6° no Campeonato Descentralizado - Primeira Fase da Copa Libertadores.
- 2013: 11° no Campeonato Descentralizado - Primera Fase da Copa Sul-Americana.
- 2014: 14° no Campeonato Descentralizado.
- 2015: 5° no Campeonato Descentralizado.
- 2016: 7° no Campeonato Descentralizado - Segunda Fase da Copa Sul-Americana.
- 2017: 6° no Campeonato Descentralizado - Primera Fase da Copa Sul-Americana.
- 2018: 6° no Campeonato Descentralizado - Segunda Fase na Copa Sul-Americana.
- 2019: 5° no Campeonato Descentralizado - Primera Fase na Copa Sul-Americana.
- 2020: 6° Campeonato Descentralizado - Oitavas de Final da Copa Sul-Americana.

## Uniformes
- Uniforme titular: Camisa vermelha, calção vermelho, meias vermelhas.
- Uniforme alternativo: Camisa verde, calção verde, meias verdes.

| 1º uniforme | 2º uniforme | 3º uniforme |

### Patrocinio
| Periodo         | Patrocinador |
| --------------- | ------------ |
| 2008            | Manchete     |
| 2009            | Walon        |
| 2010 - 2016     | Manchete     |
| 2017 - 2020     | Walon        |
| 2021 - Presente | New Athletic |

| Período         | Patrocinador  |
| --------------- | ------------- |
| 2008            | Agua Santista |
| 2009 - presente | Caja Huancayo |

## Dados do clube
- Temporadas na Primeira Divisão: 12 (2009-presente).
- Posição histórica no Peru: 23.
- Temporadas na Segunda Divisão: 0.
- Temporadas na Copa Peru: 2 (2007-2008).
- Maiores goleadas aplicadas:
  - Em campeonatos nacionais como mandante: Sport Huancayo 7x0 Coronel Bolognesi (29 de agosto de 2009)[37]
  - Em campeonatos nacionais como visitante: Unión Comercio 1x4 Sport Huancayo (15 de março de 2018)[38]
  - Em campeonatos internacionais como mandante: Sport Huancayo 3x0  Unión Española (8 de março de 2018)
  - Em campeonatos internacionais como visitante:  Liverpool 1x2 Sport Huancayo (3 de novembro de 2020)
- Maiores goleadas sofridas:
  - Em campeonatos nacionais como mandante: Sport Huancayo 1x5 Cobresol (14 de agosto de 2011)[39]
  - Em campeonatos nacionais como visitante: Juan Aurich 6x0 Sport Huancayo (5 de julho de 2014)[40]
  - Em campeonatos internacionais como mandante: Sport Huancayo 0x3  Corinthians (6 de maio de 2021)[41]
  - Em campeonatos internacionais como visitante:  Defensor Sporting 9x0 Sport Huancayo (16 de setembro de 2010)[42]
- Melhor posição na Primeira Divisão: 3° (2011).
- Pior posição na Primeira Divisão: 14° (2014).
- Mias partidas disputadas:  Anier Figueroa (207 partidas)
- Maior artilheiro:  Carlos Neumann (48 gols)
- Melhor participação internacional: Oitavas de final (Copa Sul-Americana de 2020)
- Participações internacionais:

| Torneo                           | Edições                                         |
| -------------------------------- | ----------------------------------------------- |
| Copa Libertadores da América (1) | 2012.                                           |
| Copa Sul-Americana (8)           | 2010, 2013, 2016, 2017, 2018, 2019, 2020, 2021. |